# Lithacodia mesoplaga
Lithacodia mesoplaga är en fjärilsart som beskrevs av George Francis Hampson 1918. Lithacodia mesoplaga ingår i släktet Lithacodia och familjen nattflyn. Inga underarter finns listade i Catalogue of Life.